# Boueilh-Boueilho-Lasque
Boueilh-Boueilho-Lasque là một xã thuộc tỉnh Pyrénées-Atlantiques trong vùng Aquitaine ở tây nam nước Pháp. Xã này nằm ở khu vực có độ cao trung bình 227 mét trên mực nước biển.